# كيت ستونمان
كيت ستونمان (بالإنجليزية: Kate Stoneman)‏ هي محامية وسفرجات أمريكية، ولدت في 1 أبريل 1841 في ليكوود في الولايات المتحدة، وتوفيت في 19 مايو 1925 في ألباني في الولايات المتحدة.